# Dániel Magay
Dániel Magay (Seghedino, 6 aprile 1932) è un ex schermidore ungherese, vincitore di una medaglia d'oro nella scherma ai giochi olimpici.